# Битва під Фрідландом
Битва під Фрідландом — битва між французькою армією під командуванням Наполеона і російською армією під командуванням генерала Беннігсена, яка відбулась 14 червня 1807 року під Фрідландом (нині місто Правдинськ). Битва завершилася розгромом російської армії.

## Хід битви

### 4:00 ранку— 5:30 вечора
На момент початку бою французька армія налічувала 75 000 бійців, російська — 60 000. Битва почалася о 3 годині ранку, коли з французького боку на полі бою знаходився тільки корпус маршала Лана. Спочатку Беннігсен обмежувався тільки артилерійською дуеллю і не атакував до 7 годин ранку, хоча на позиціях було тільки 26 000 французів. Останні утримували позиції до приходу Наполеона. Наполеон прибув на поле битви незабаром по обіді разом із своїм штабом і перейняв командування у Лана. До 4 годин дня імператорська гвардія і частина I корпусу були на місці битви, і Наполеон вирішив, що у нього досить сил (бл. 80 000 чол.), щоб виграти вирішальну битву. Росіяни були розгорнуті уздовж 4-мильної лінії по обох сторонах річки Аллі. Але на її лівому березі їх було значно менше, і саме тут Наполеон вирішив почати атаку.

### 5:30— 10 вечора
Рівно в 5:30 тишу, що запанувала над полем бою, несподівано розірвали декілька частих залпів французької батареї з 20 гармат.
Це був сигнал імператора маршалові Нею про початок загальної атаки. На чолі французьких частин, що наступали, пішла дивізія генерала Маршана, лівіше від нього йшли солдати генерала Біссона, а за ними наступала кавалерія Латур-Мобура. Росіяни перед ними відступали, і Маршан злегка відхилився управо, щоб загнати утікачів в річку Аллі. Мабуть, цей маневр здався Беннігсену вдалим моментом для контратаки. Він кинув в атаку загін казаків і полки регулярної кавалерії генерала Кологрівова для розширення пролому, що утворився між двома французькими дивізіями. Проте ця атака ні до чого не привела — назустріч атакуючим, висунулася кавалерійська дивізія Латур-Мобура. Потрапивши між трьох вогнів, російські кавалеристи в паніці повернули назад. Французи відновили наступ.
Проте далі їх зустрів добре організований фланговий вогонь гармат 14-ї резервної дивізії росіян, поставленій на східному березі Аллі. Французи було завагалися, тим паче, що Беннігсен кинув на них новий загін кавалеристів і направив його проти лівого флангу Біссона.
У цей критичний момент, коли французька атака почала захлинатися, Наполеон на допомогу дивізіям Нея кинув в бій резервний корпус маршала Віктора, головні частини якого вів генерал Дюпон. З допомогою кавалеристів Латур-Мобура контратака французів досягла успіху — російські ескадрони були відкинуті назад до своєї піхоти.
Паніка, що почалася в рядах росіян, зробила їх прекрасною мішенню для французьких канонірів. Французька картеч косила ряди російської піхоти, причому відстань від гармат до піхотних рядів скоротилася поступово з 1600 до 150 ярдів і, нарешті, до 60 кроків. Залишки російської кавалерії намагалися допомогти своїм піхотинцям, але тільки розділили їх сумну долю — картеч розкидала у боки людей і коней.
Не мала успіху і спроба Беннігсена спинити атаку частин Лана, Мортьє і Груші. У дедалі більшому відчаї Беннігсен почав багнетну атаку проти правого флангу дивізій Нея, але єдиним результатом цього була загибель декількох тисяч російських солдатів у водах Аллі. У цей момент битви відрізнився генерал Дюпон. Зі своєю дивізією завдав удару у фланг і тил російського центру (солдати якого вже були сильно стомлені боями), а потім атакував тільки що введені в бій полки російської гвардії. Дуже скоро гвардійські полки вкрили своїми тілами поле бою. Сучасник бою пише, що це була перемога піґмеїв над гігантами.
Дії генерала Дюпона високо оцінив імператор, і Наполеон обіцяв йому маршальський жезл за першу наступальну вдалу справу.

## Підсумки битви
Битва під Фрідландом закінчилася. Російська армія зазнала нищівної поразки. Французи втратили, ймовірно, близько 12 000 осіб, а росіяни — від 18 000 до 20 000; це близько 30 % армії Беннігсена. Французи захопили також 80 гармат. Наполеон отримав нарешті рішучу перемогу, яка не давалася йому близько 6 місяців. Але головним підсумком перемоги Наполеона в цій битві стало підписання Тільзитського миру на річці Німан.